# كبسة
الكَبْسَة أو المَكْبُوس أو المجبوس أو المُطبق هي وجبة من الوجبات التي تتكون أساساً من الأرز طويل الحبة والتي تقدم في دول الخليج العربي، وتعد هي الوجبة الرئيسية في السعودية والكويت، وغالبًا ما تكون الكبسة مطهوة مع لحم الضأن أو الماعز أو مع الدجاج، ويوضع معها اللحم والسمن والمكسرات والزبيب، وفي بعض البلدان الخليجية تسمى هذه الوجبة بالمكبوس، وهناك طبخة شبيهة بها تسمى المطَبّّق، تطهى مع السمك أو الروبيان بدل اللحوم.
وينافس طبق الكبسة أطباق شعبية أخرى شهيرة مثل الجريش والقرصان والسليق السعودي وهو ما تسميه بعض البلاد العربية السليج أو السليق أي الذرة المطحونة والمطبوخة باللبن.
ويتكون طبق الكبسة في الأساس من الأرز واللحم والبهارات، ولكن مع حب التجديد والتغيير أصبح يُطهى مع الدجاج أو الروبيان أو السمك والفقع.
وبالرغم من أن الأطباق العالمية المختلفة دخلت إلى الثقافة الخليجية والسعودية إلا أن الكبسة لم تفقد مكانتها أو بريقها حتى أن مطاعم الوجبات السريعة أصبحت تتفنن في تقديمها وإضافة توابل مختلفة ومكونات متنوعة عليها لتتخاطفها الأيدي ويستمتع بها أصحاب الذوق الرفيع.
وبالرغم من وجود طبق الكبسة في كل المطابخ الخليجية إلا أنه يختلف من دولة لأخرى بحسب اختلاف نوع البهار المضاف إليه وبحسب لون الأرز، فألوان الكبسة تتنوع بين الأحمر والأصفر والأبيض والبني، وتتميز الكبسة السعودية باللون البني المحمر والأصفر والأبيض.

## المعلومات الغذائية عن كبسة الدجاج
تحضر كبسة الدجاج باستخدام الدجاج، الأرز، البصل، الطماطم، معجون الطماطم، الزبيب، الزيت، البهارات، الهيل، الثوم، اللومي، القرفة وتزين تُقلب الكبسة فوق طبق كبير للتقديم وتُزيّن باللوز المقشر والزبيب والصنوبر المقلي .
و الملح. تحتوي وجبة الكبسة (200غ تقريباً)، بحسب موقع شهية، على المعلومات الغذائية التالية:
- السعرات الحرارية: 265
- الدهون: 5
- الدهون مشبعة: 0
- الكوليسترول: 0
- الكاربوهيدرات: 52
- البروتينات: 4

## معرض الصور

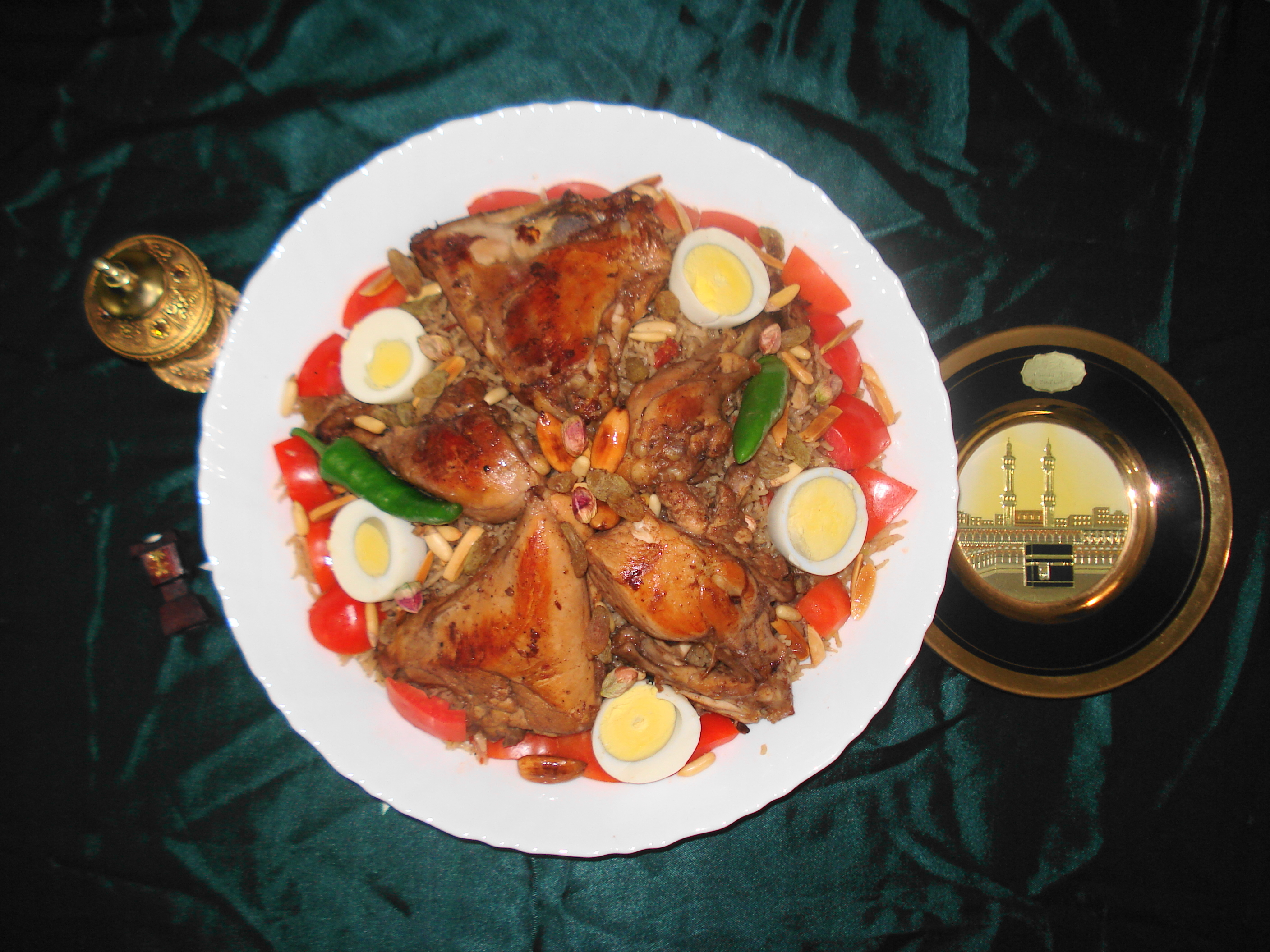
الكبسة وجبة من التراث في السعودية والكويت والبحرين
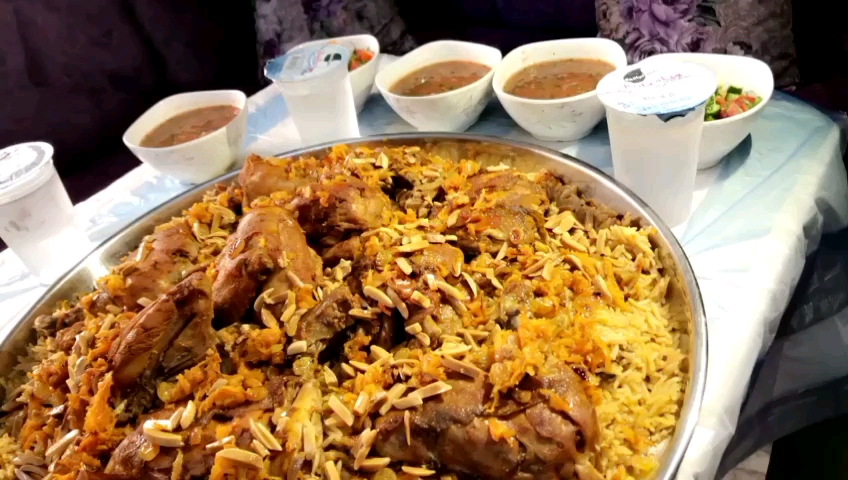
كبسة بجانبها صلصة حارة